# Mihnea-Ion Năstase
Mihnea-Ion Năstase, né le 7 février 1967 à Bucarest, est un ancien joueur de tennis professionnel roumain.
Il est le neveu du champion de tennis Ilie Năstase.
En 1984, il remporte l'US Open junior en double aux côtés de Leonardo Lavalle. Cinq ans plus tard, il décroche son seul titre ATP en double à San Remo.

## Palmarès

### Titre en double (1)
| No | Date       | Nom et lieu du tournoi | Catégorie    | Surface      | Partenaire  | Finalistes                  | Score         |  |
| -- | ---------- | ---------------------- | ------------ | ------------ | ----------- | --------------------------- | ------------- |  |
| 1  | 30/07/1990 | Sanremo Open San Remo  | World Series | Terre (ext.) | Goran Prpić | Ola Jonsson Fredrik Nilsson | 3-6, 7-6, 6-3 |  |

## Parcours dans les tournois duGrand Chelem

### En simple
N'a jamais participé à un tableau final.

### En double
| Année | Open d'Australie | Open d'Australie | Internationaux de France | Internationaux de France | Wimbledon               | Wimbledon           | US Open | US Open |
| ----- | ---------------- | ---------------- | ------------------------ | ------------------------ | ----------------------- | ------------------- | ------- | ------- |
| 1989  | —                | —                | —                        | —                        | 1er tour (1/32) L. Bale | J. Frana L. Lavalle | —       | —       |

N.B. : le nom du ou de la partenaire se trouve sous le résultat ; le nom des ultimes adversaires se trouve à droite.